# Julio Revuelta
Julio Revuelta Altuna (Burgos, 7 de marzo de 1959) es un político español, antiguo miembro del Partido Popular y alcalde de Logroño entre 2000 y 2007. En la actualidad encabeza la candidatura al Parlamento de La Rioja por el Partido Riojano.

## Biografía
Estudió Arquitectura en la Universidad de Navarra. Funcionario del Gobierno de La Rioja, inició su andadura política como concejal del Partido Popular, en la oposición, de 1991 a 1995. Después de que el PP ganara con mayoría absoluta las elecciones municipales de 1995, fue concejal de Urbanismo y primer teniente de alcalde con José Luis Bermejo Fernández.
Fue alcalde de Logroño (La Rioja, España) desde el otoño de 2000 hasta mayo de 2007, cuando fue reemplazado por Tomás Santos, del PSOE merced al pacto de aquel con el Partido Riojano. Tras la pérdida de la alcaldía, que achacó a la falta de interés de su propio partido en llegar a acuerdos poselectorales que le garantizasen la alcaldía, dimitió como concejal y se retiró de la vida política.
En 2011, antes de la celebración de las elecciones municipales hizo pública su baja de militancia en el Partido Popular, al tiempo que se creaba Ciudadanos de Logroño, formación de carácter local con la que concurriría a las elecciones y no conseguiría representación.